# Inferno - Canto ottavo

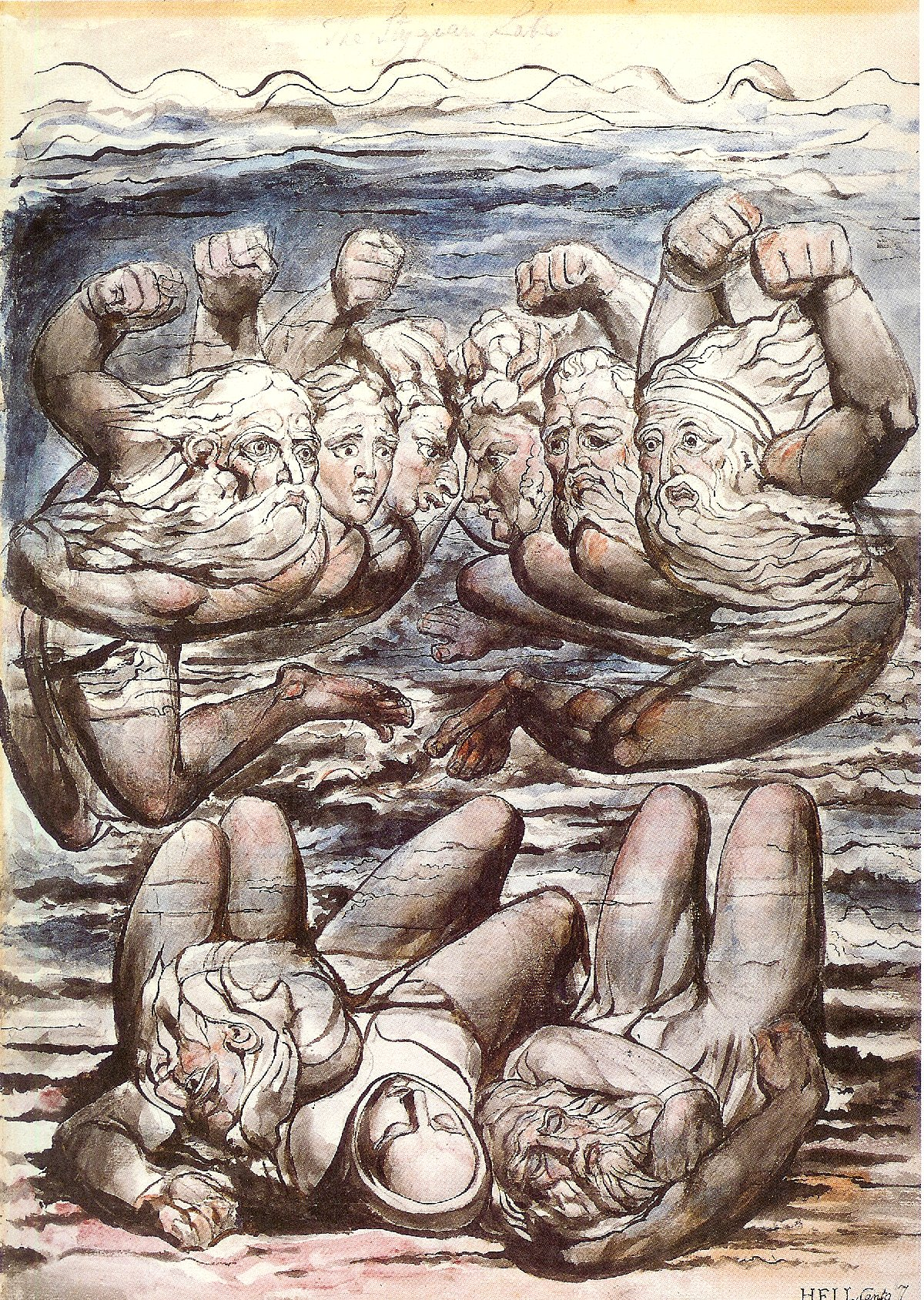
La lotta degli iracondi, immaginata da William Blake

Il canto ottavo dell'Inferno di Dante Alighieri si svolge nel quinto cerchio, ove sono puniti gli iracondi e gli accidiosi; siamo nella notte tra l'8 e il 9 aprile 1300 (Sabato Santo), o secondo altri commentatori tra il 25 e il 26 marzo 1300.

## Incipit
(Anonimo commentatore dantesco del XIV secolo)

## Analisi del Canto

### Io dico, seguitando...- v. 1

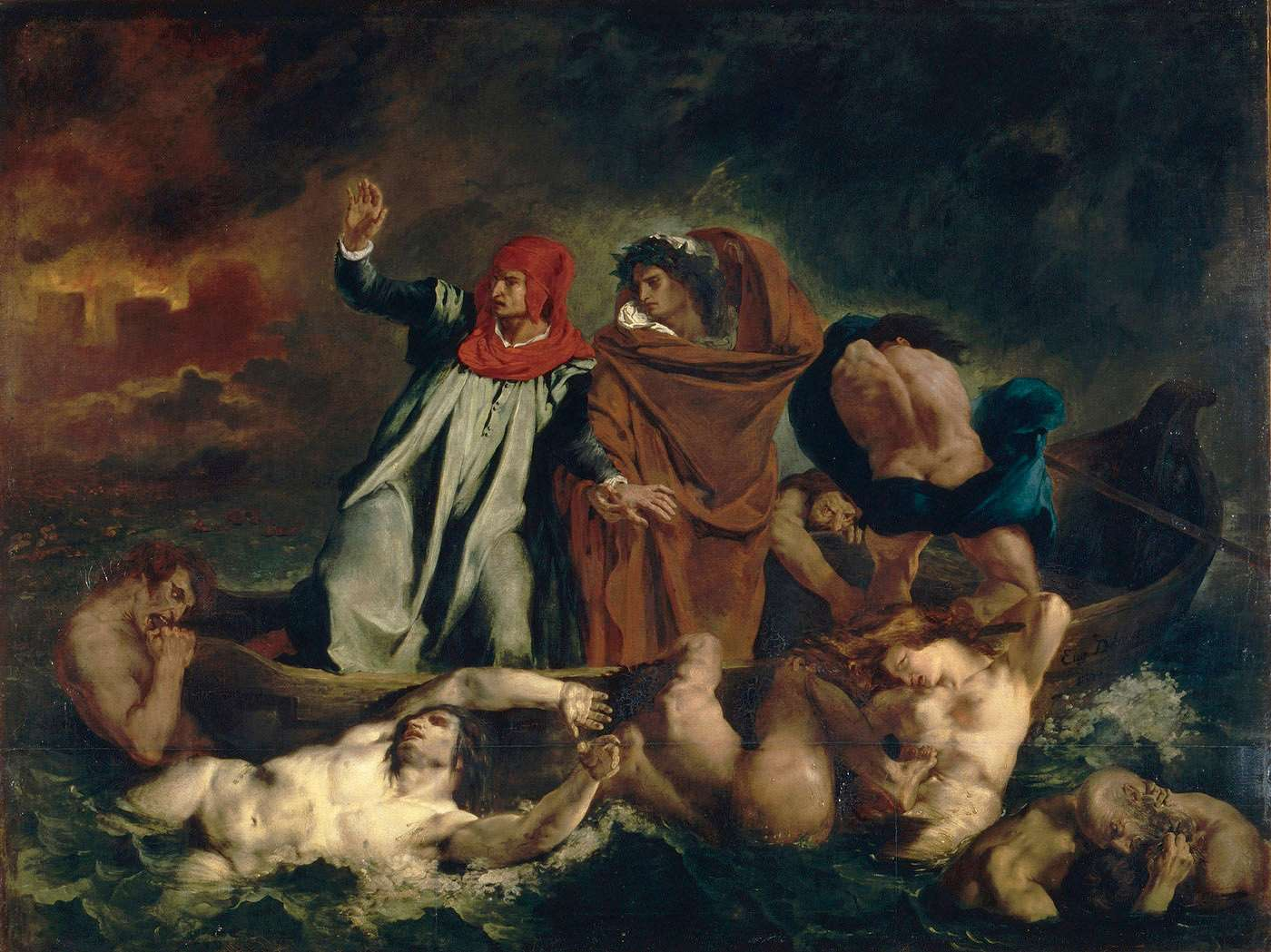
Il passaggio dello Stige ne La barca di Dante di Eugène Delacroix

Il canto inizia con un verso che ha dato adito a moltissime speculazioni: "Io dico, seguitando...". Il poeta infatti non riprende la narrazione proprio da dove l'aveva lasciata nella chiusura del canto precedente, dall'arrivo ai piedi della torre prima della palude dello Stige, ma da poco tempo prima quando i due poeti ancora da lontano notano un segnale luminoso sulla torre stessa, al quale risponde un segnale analogo da una torre più lontana. Questo insolito salto indietro, unito alla formula di apertura, ha fatto supporre alcune ipotesi circa una possibile cesura tra i canti precedenti e questo.
Innanzitutto bisogna precisare che non si conosce la datazione esatta della Divina Commedia: la stesura dell'Inferno viene generalmente collocata tra il 1306 e il 1309, considerando i fatti che vi sono narrati, le "profezie" di Dante e altri fattori.
Giovanni Boccaccio fu il primo a supporre una datazione ben più anteriore almeno per i primi sette canti dell'Inferno, collocati nel 1301 circa. Gli indizi sui quali si basa sono piuttosto labili, ma questa teoria circa le due fasi di composizione della cantica è stata ripresa anche da alcuni dantisti moderni, come G. Ferretti (I due tempi della composizione della Divina Commedia, Bari, 1935). Questi indizi sono: la mancanza di accenni all'esilio di Dante (giugno 1301) nella profezia pronunciata da Ciacco nel VI canto; l'attacco a ritroso dell'VIII canto, appunto, con la marcata ripresa ("seguitando"...) come se si trattasse di un lavoro interrotto; e una generale maturazione stilistica tra i primi canti e la parte successiva (spiegabile comunque come un'evoluzione naturale dello stile poetico via via che si procedeva nella creazione del poema).
Boccaccio, a sostegno della sua tesi, illustrò anche con dovizia di particolari un aneddoto, che oggi è in genere ritenuto un falso dagli studiosi. Secondo la sua ricostruzione, verso il 1306 un parente di Dante trovò, rovistando accidentalmente, un "quadernuccio" dove erano trascritti i primi sette canti dell'Inferno. Consegnatolo al poeta Dino Frescobaldi, questi rimase meravigliato dalla bellezza dei versi e inoltrò il plico al marchese Moroello Malaspina, al Castello di Fosdinovo, in Lunigiana, dove veniva ospitato allora Dante in esilio. Il marchese, allora, a sua volta colpito dall'opera iniziata e abbandonata, avrebbe persuaso il poeta affinché non lasciasse "senza debito fine sì alto principio". Secondo Boccaccio, quindi, la giuntura tra l'opera sarebbe riconoscibile proprio da quel "seguitando", anche se studi moderni hanno messo in luce come siano frequenti in Dante riprese di questo tipo, soprattutto a inizio di capitolo (Vita Nuova VI, XI e XXIX, Convivio II-10, Monarchia I-15, II-3, ecc).

### Passaggio dello Stige, Flegias - vv. 1-30

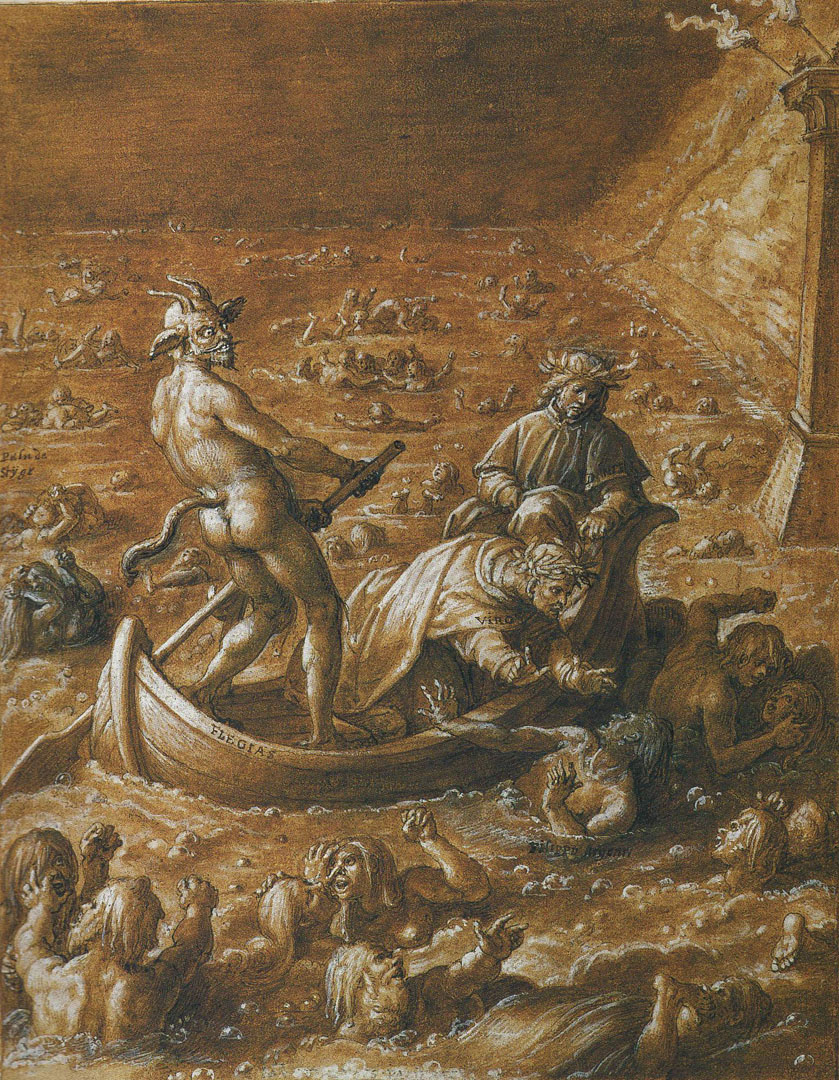
Flegias, illustrazione di Giovanni Stradano (1587)

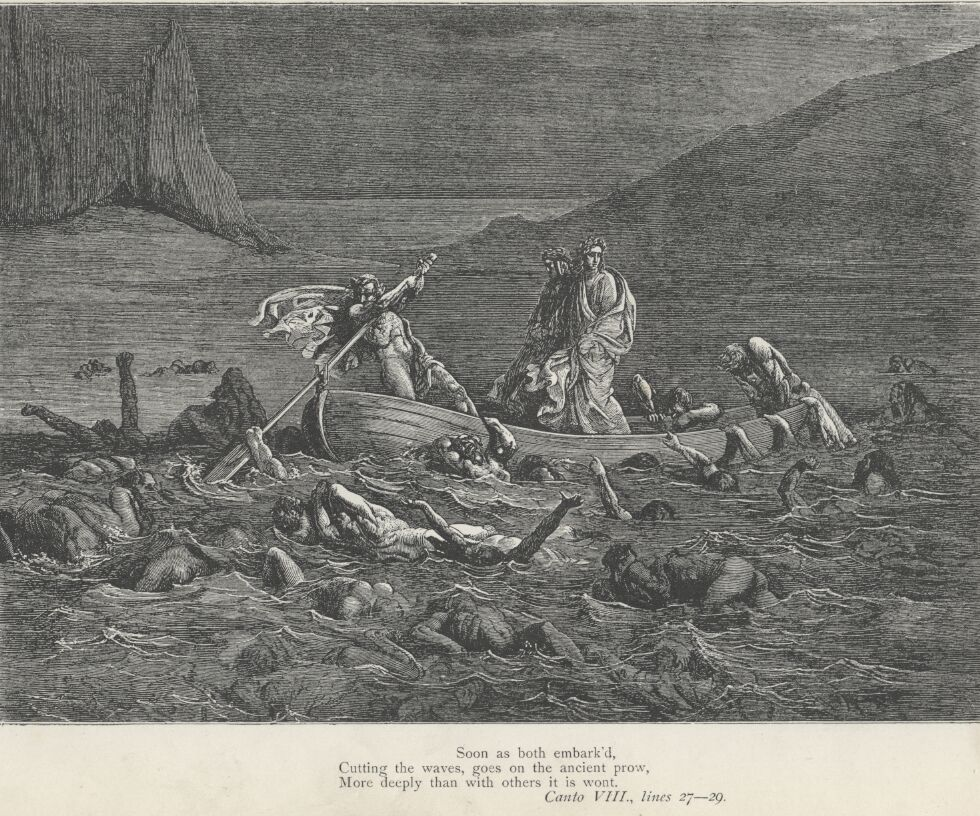
La barca accerchiata dai dannati della palude, illustrazione di Gustave Doré

Mentre i due poeti si stanno avvicinando alla torre, quindi, Dante nota dei segnali luminosi dalla sua sommità, ai quali rispondono alcuni segni analoghi, appena scrutabili da un'identica torre più lontana. Domandandone il significato a Virgilio, Dante riceve in risposta che presto lo vedrà egli stesso nel fumo della palude dello Stige.
Infatti, più veloce di qualsiasi freccia, arriva una piccola barca (vv. 13-16), con un solo rematore ("galeoto"), che si presenta urlando ai due pellegrini: "Or se' giunta, anima fella!" (Eccoti arrivata, anima dannata!), al quale poi Virgilio risponde: "Flegïàs, Flegïàs, tu gridi a vuoto, disse lo mio segnore, a questa volta più non ci avrai che sol passando il loto" ("il loto" significa il fango).
Flegias è un personaggio mitologico mutuato dall'Eneide e dalla Tebaide di Stazio, simbolo dell'ira violenta e del fuoco, infatti, secondo il mito, questi incendiò il tempio di Apollo a Delfi per vendicarsi del dio che gli aveva sedotto la figlia Coronide. Flegiàs può essere anche visto come simbolo di irriverenza verso la divinità. Le sue sembianze non vengono descritte e anche il suo ruolo è taciuto. Se sembra improbabile che sia un traghettatore per i peccatori di passaggio ai cerchi inferiori, essendo le anime spedite direttamente dopo il giudizio di Minosse, forse potrebbe essere colui che prende gli iracondi e li getta al centro della palude. In ogni caso Dante si preoccupa solo di citare la sua sovreccitazione, data dalle sue grida sia all'arrivo che alla discesa dei due poeti sulla sua veloce barca.
Dante non manca di sottolineare come la barca sia insolitamente appesantita dal peso del suo corpo di uomo vivo, mentre Flegias e Virgilio da soli non la fanno nemmeno affossare nell'acqua.

### Filippo Argenti - vv. 31-63

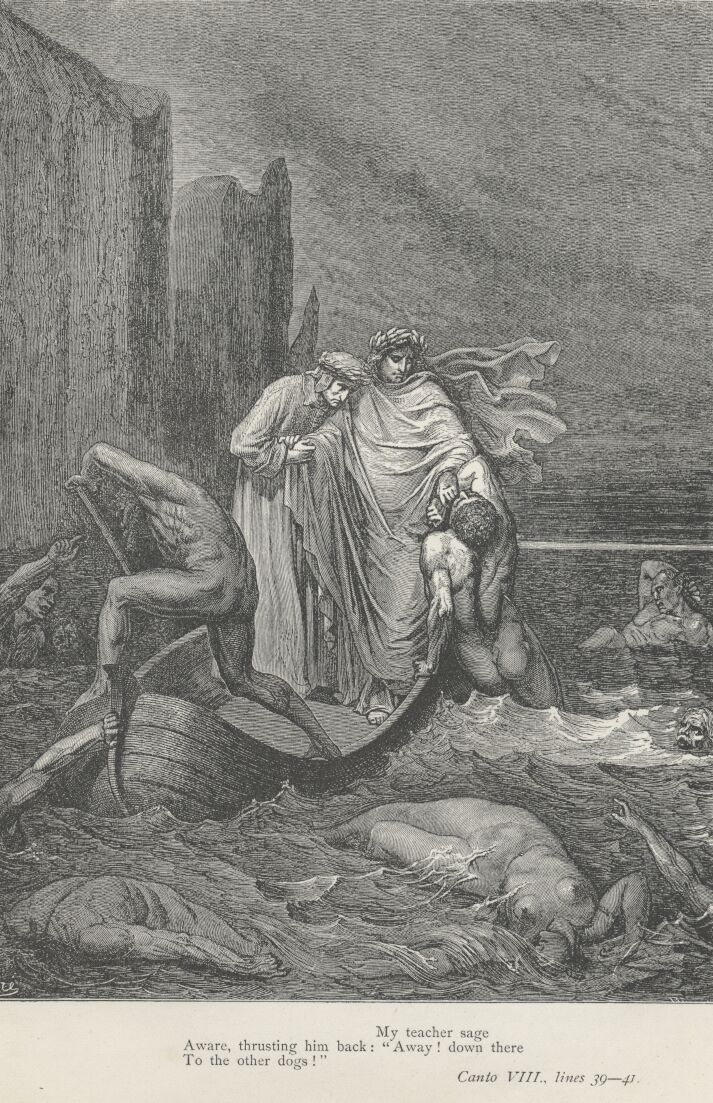
Filippo Argenti e Virgilio, illustrazione di Gustave Doré

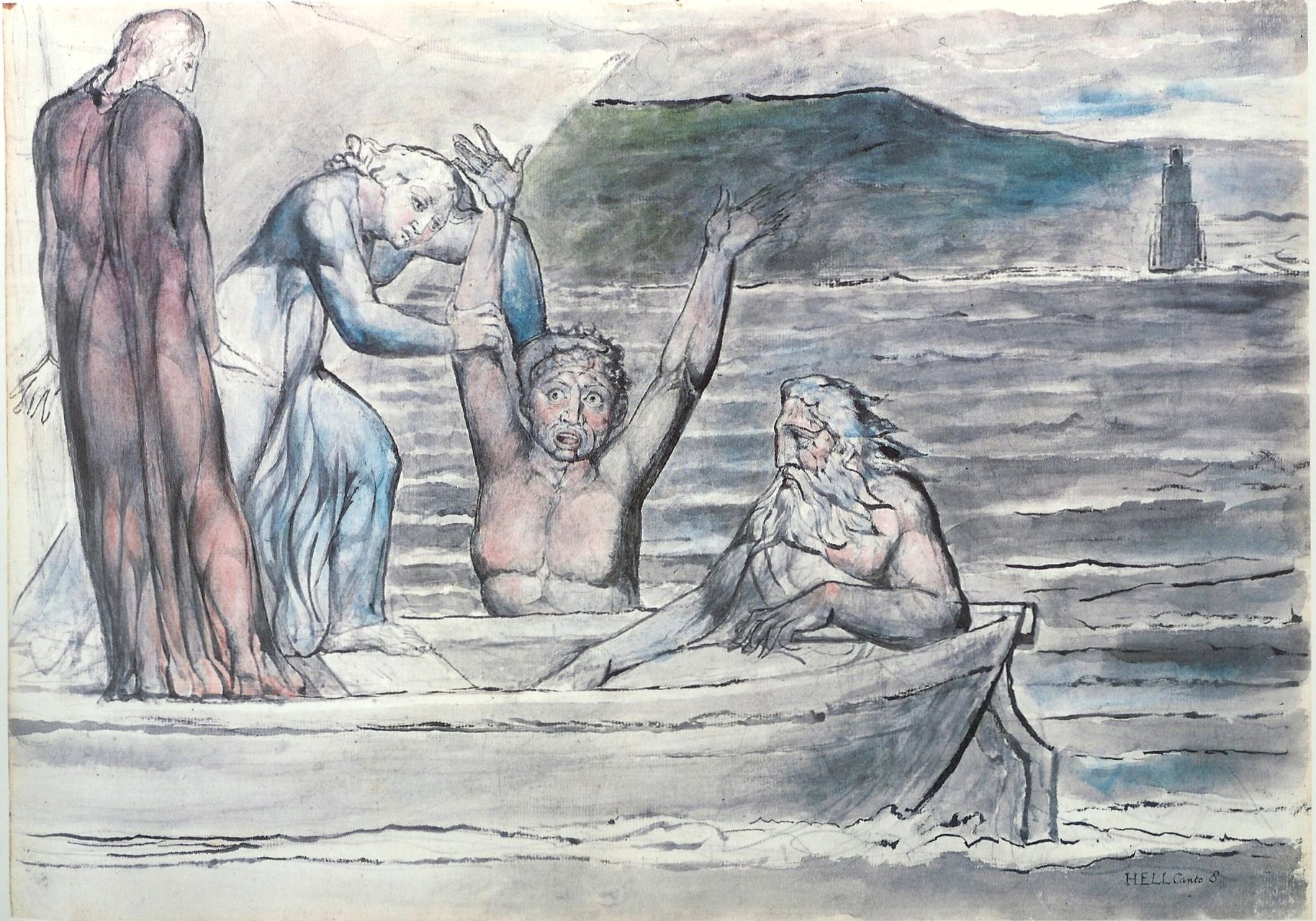
Filippo Argenti immaginato da William Blake

Durante la traversata un dannato si rivolge a Dante. I due iniziano un serrato battibecco, sottolineato dalla ripetizione degli stessi versi nello stile di botta e risposta (vieni/vegno, non rimango/ti rimani, se'/son, piango/piangere). Dante ha un contegno molto sdegnato nei confronti del dannato: è un chiaro esempio di quello che egli intendeva per "sdegno", cioè ira giusta contro il male, contrapposta all'ira vera e propria dei dannati.
Il dannato (del quale non è ancora stato detto il nome) allora si attacca con le mani alla barca e viene scacciato con prontezza da Virgilio, il quale poi rassicura Dante abbracciandolo e baciandolo. A questo punto c'è un passo che ha destato perplessità per la sua durezza sin dai commentatori antichi: Dante manifesta il desiderio di vedere quell'anima che lo aveva attaccato sprofondare nella palude prima di terminare la traversata, e Virgilio lo loda per il suo desiderio di vendetta e gli assicura che presto sarà soddisfatto; infatti presto gli altri dannati si accalcano tutti contro quell'anima gridando "A Filippo Argenti!", il quale, pazzo di ira, non può far altro che mordersi con i suoi stessi denti (solo a questo punto viene indicato il nome del personaggio, nel momento più infamante).
Dante, a differenza degli altri dannati finora incontrati verso i quali aveva provato indifferenza o sentimenti di pietà fino alle lacrime (Paolo e Francesca, Ciacco), qui manifesta per la prima volta odio e compiacimento per la cattiva sorte altrui, usando un episodio con tratti eccessivi, quasi brutali, rispetto all'affronto di Filippo Argenti. È proprio da episodi come questo che si vede come egli non idealizzi la sua persona, ma anzi manifesti anche le sue bassezze, le sue paure, le sue stizze così umane, dando alla sua Commedia quel vigore vitale che ancora oggi la rende universalmente godibile.
Dante sarà crudele anche con Vanni Fucci (Inf. XXIV), con Bocca degli Abati (Inf. XXXII), con Frate Alberigo e Branca Doria (Inf. XXXIII), ma in nessun altro caso a parte questo ritroveremo la clamorosa approvazione di Virgilio, che nel poema simboleggia la ragione, suggellata addirittura dall'unico bacio della Divina Commedia.
Esiste una palese sproporzione tra il peccato dell'Argenti in vita, o il suo comportamento nell'Inferno dantesco (in fondo solo uno scatto d'ira di uno spirito che Dante stesso definisce "bizzarro", cioè facile a scatti d'ira) e l'odio di Dante, con un episodio descritto come sotto la volontà di perpetrare una duratura ignominia. A rigor di logica, quindi, si è pensato che tra i due personaggi esistessero degli attriti personali: gli antichi commentatori riportano alcune circostanze, delle quali però non esiste documentazione (come l'episodio di uno schiaffo a Dante, o il fatto che l'Argenti fosse solito cavalcare con le punte dei piedi all'esterno colpendo una volta il poeta sul viso, il quale lo denunciò e lo fece condannare dalla magistratura), mentre l'odio verso la famiglia degli Adimari (ai quali Filippo Argenti apparteneva) è sottolineato anche in un passo del Paradiso, quando Cacciaguida li definisce come l'"oltracotata schiatta che s'indraca / dietro a chi fugge", cioè come quella "famigliaccia" che ha la furia tipica dei draghi verso coloro che sono in difficoltà.
Siamo davanti, quindi, a un caso di vita fiorentina minore, legato a piccole angherie personali, rivalità e borie. Spesso viene anche riferito che gli Adimari si adoperarono perché non fosse revocato l'esilio a Dante, o che essi incamerarono alcuni dei beni confiscati agli Alighieri, notizie però scarsamente documentate, se non da redazioni posteriori alla pubblicazione della Commedia. Un'altra interpretazione, sostenuta da commentatori più moderni, sostiene che l'Argenti rappresenti quel tipo di persona detta "magnate-non magnanimo", dedita a violenza, ira e superbia. L'ira "buona" di Dante (secondo l'Etica nicomachea aristotelica ci sono due tipi di ira: l'ira mala e l'ira buona; quest'ultima è detta mansuetudine e quindi per essa ci si adira con quelle persone contro le quali è lecito adirarsi) andrebbe quindi intesa non solo contro Filippo, ma contro quell'intera categoria di uomini.

### Le mura della città di Dite - vv. 64-130

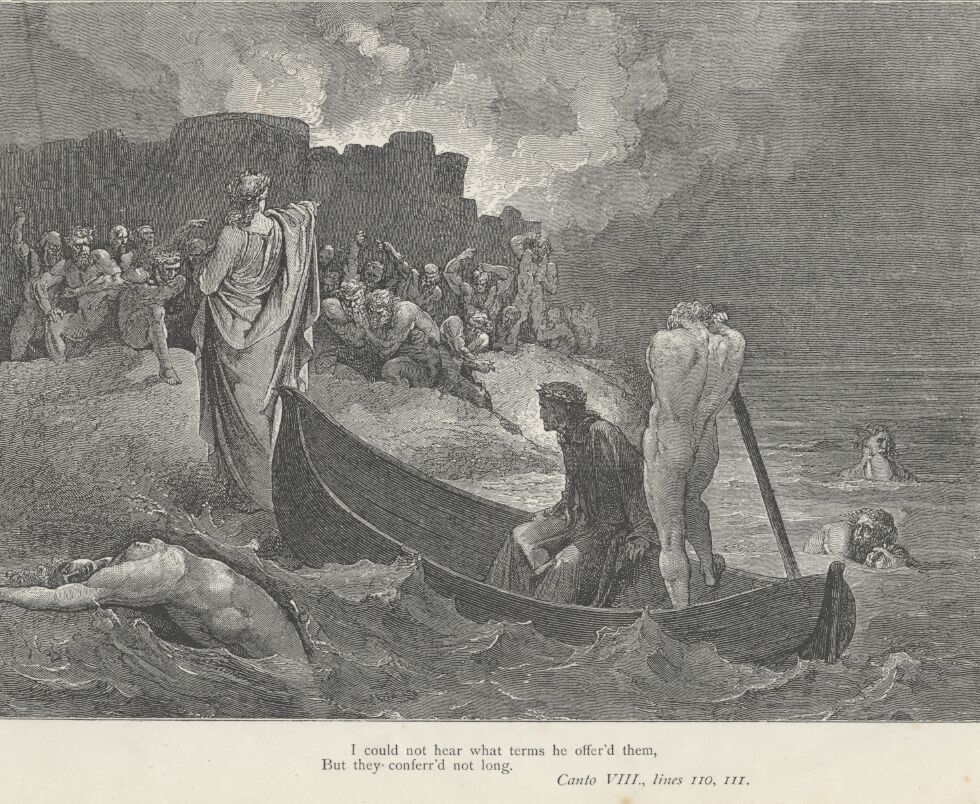
Lo sbarco davanti alle mura della città di Dite, illustrazione di Gustave Doré

Dante non vuole più parlare dell'Argenti e inizia a vedere le mura della città di Dite e a sentire i lamenti dei dannati che vi sono rinchiusi. Vede torri infuocate, che spuntano dalle mura come minareti ("meschite", dallo spagnolo 'mazquit') e intanto approdano al fossato che cinge le mura, nelle quali si apre una porta protetta da una miriade di diavoli.
I diavoli sono sorpresi di vedere una persona viva e Virgilio chiede di parlare con loro in privato. I diavoli rispondono che venga pure, ma chiedono che Dante torni indietro a piedi da solo. Qui Dante si rivolge direttamente al lettore per manifestargli la sua paura, ma anche inconsciamente per rassicurarlo in quanto egli adesso sta scrivendo, quindi la sua avventura si deve essere conclusa necessariamente con il superamento dell'ostacolo. Dante implora Virgilio di non abbandonarlo, ma il "duca" lo rassicura e va a parlare con i diavoli. Essi per tutta risposta gli chiudono la porta della città dei morti in faccia, e Virgilio torna da Dante adirato, ma lo rassicura di nuovo che la loro missione ha da compiersi, e che è normale l'opposizione dei diavoli: essi negarono l'ingresso anche al Cristo quando entrò nell'Inferno, ed egli dovette distruggere la porta principale degli inferi, quella dove Dante aveva letto la minacciosa scritta "Lasciate ogne speranza, voi ch'intrate".
Il canto si interrompe, ma la scena ha il suo diretto continuo nel canto successivo, dove oltre ai diavoli arrivano le tre Erinni ad attaccare i poeti per impedire loro l'accesso alla città di Dite.